# Alte Reformierte Kirche (Dresden)

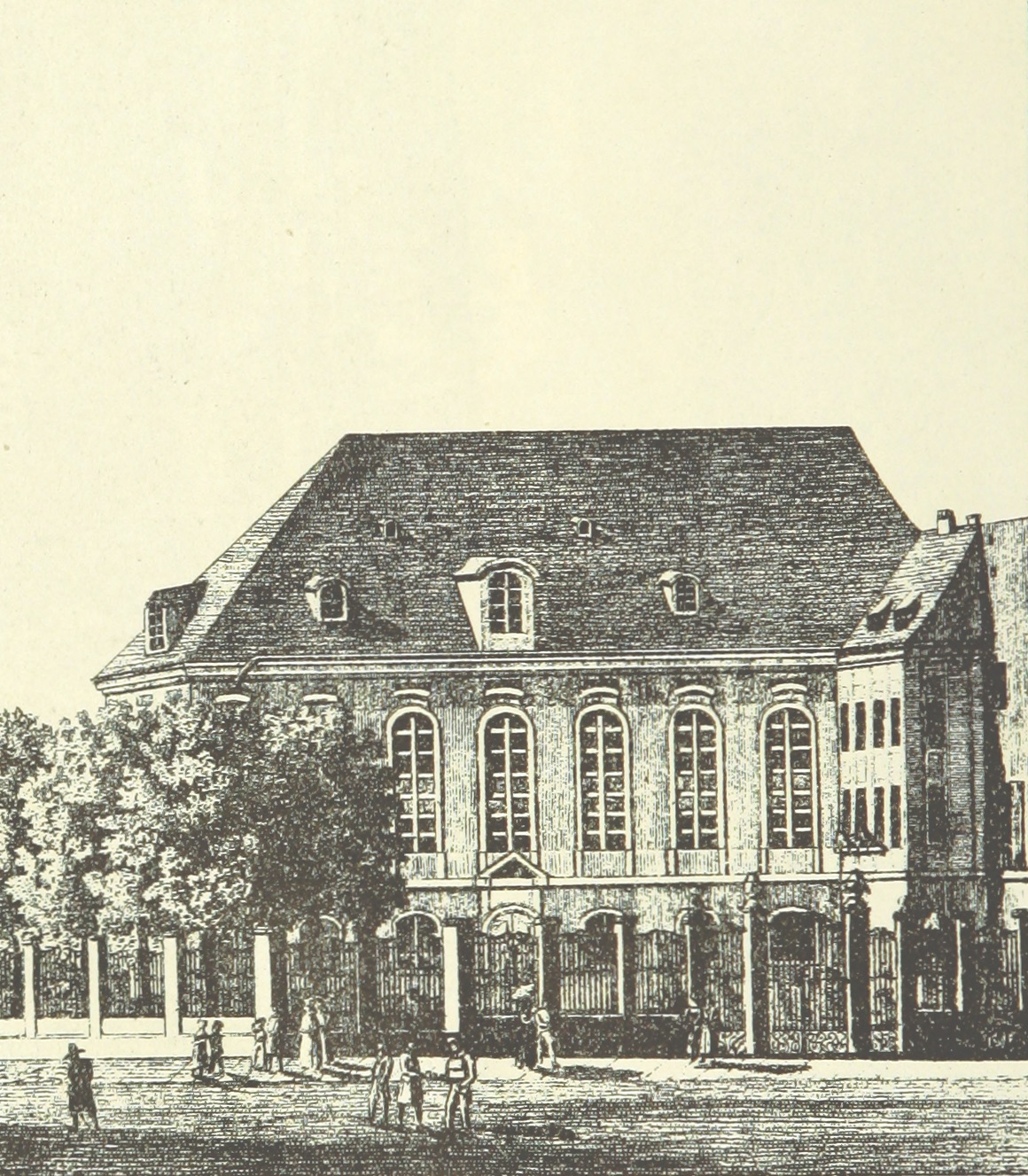
Die reformirte Kirche in Dresden, Lithographie von Johann Franke um 1830

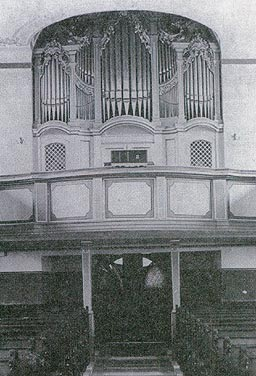
Die Orgel der Silbermann-Schüler David Schubert und Adam Gottfried Oehme aus der alten Reformierten Kirche zu Dresden hat sich in Mahlis erhalten.

Die alte Reformierte Kirche war das erste Kirchengebäude der evangelisch-reformierten Gemeinde zu Dresden. Sie befand sich in der Altstadt am Ausgang der Kreuzgasse am Salomonistor. Die 1764–1767 nach Plänen von Samuel Locke erbaute Kirche in Form eines Emporensaales mit Kanzelaltar wurde im Zusammenhang mit den Planungen für den Bau des Neuen Rathauses bereits in den Jahren 1892–1894 durch einen neuen Kirchenbau an anderer Stelle ersetzt. Der von da an vom Ratsarchiv mitgenutzte alte Bau wurde schließlich 1907 abgebrochen.

## Geschichte
Eine evangelisch-reformierte Gemeinde hugenottischer Glaubensflüchtlinge gab es in Dresden schon im 17. Jahrhundert. Nach der Zerstörung ihres Bethauses im Jahr 1760 beim preußischen Bombardement Dresdens während des Siebenjährigen Kriegs erhielt die Gemeinde am 16. August 1764 die Erlaubnis zum Bau eines „Bethauses für die private Religionsausübung“ in der Kreuzgasse.

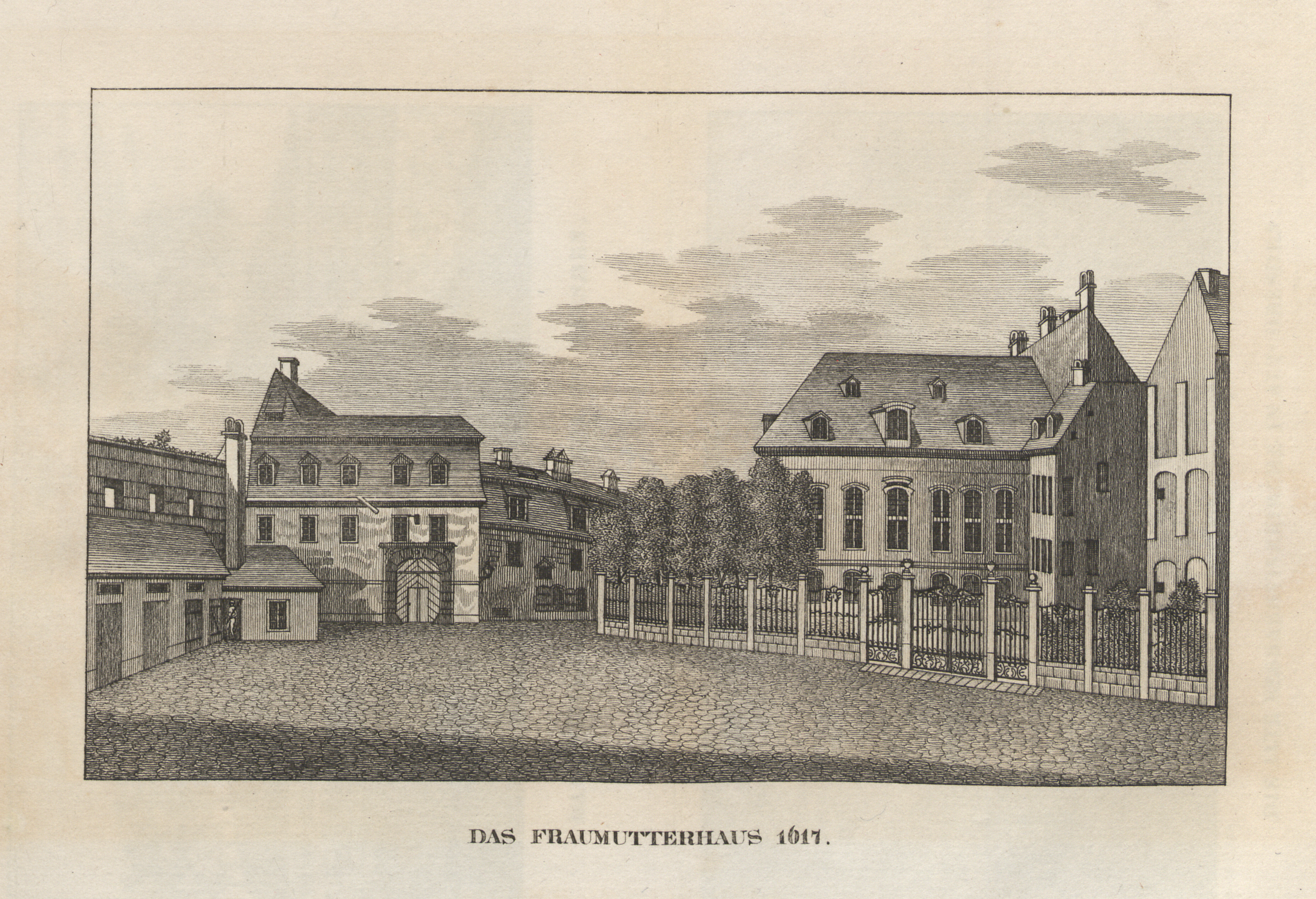
Das Fraumutterhaus 1617.

Am Salomonistor stand in der Kreuzgasse unweit der Kreuzkirche zuerst das Fraumutterhaus, ein Dresdner Wohnhaus, das 1555 von Melchior Hauffe erbaut wurde und seit 1571 in kurfürstlichem Besitz war. Es war das Geburtshaus Christians II. und seines Bruders Johann Georg I. Benannt war es seit 1611 nach dem Witwensitz der Gattin Christians I., Sophie von Brandenburg. An dieser Stelle wurde die von Samuel Locke entworfene barocke Reformierte Kirche errichtet.
Die Einweihung erfolgte Gurlitt zufolge am 26. Juli 1767.

## Architektur und Ausstattung
Der Bau war laut Gurlitts Beschreibung 13,6 m breit und 22,4 m lang. Im Innern befand sich ein lichter, von zwei Emporen umgebener, rechtwinkeliger, in den Ecken abgerundeter Raum von 7,9 m auf 17 m. An der südöstlichen Seite befanden sich die Treppen zu den beiden Emporen. Gegenüber stand der Altar, dahinter war zwischen einer Pilasterarchitektur die Kanzel angeordnet. Der Altartisch war freistehend und wurde von einer Schranke für das Presbyterium umgeben. Hinter der Kanzel befanden die Sakristeien. Die ganze Anordnung sei „klar, verständlich und wohnlich“. 1772 erhielt der Kirchenbau eine Orgel der Silbermann-Schüler David Schubert und Adam Gottfried Oehme. Beim Abbruch wurde das Orgelgehäuse („Reizvoll geschnitzt, in vornehmen Rokokoformen“) der Kirche zu Mahlis bei Mügeln geschenkt. Über dem Hauptportal befand sich die Inschrift „Evangelisch, reformirte Kirche, erbaut 1767“. Verschiedene Gemälde schmückten den Raum:
- Porträt des Pierre Coste († 1757), Pastor der Eglise Françoise de Leipzig. Auf Leinwand, in Öl, 64 × 79 cm.
- Porträt des Hilfspredigers Pauli (1778), auf Papier, in Gouache, 37 × 48 cm.
- Porträt des Geheimraths von Ponickau (1784), auf Leinwand, in Öl, 40 × 53 cm.
- Porträt des Georg Joachim Zollikofer (1730–1788), auf Leinwand, in Öl, 41 × 54 cm.
- Porträt des Friedrich Christian Paldamus (1763–1806), auf Papier, in Tusche, 36 × 53 cm.
- Porträt des Johann Jakob Mesmer (1740–1814), auf Leinwand, in Öl, 46 × 53 cm.
- Porträt des Arztes Dr. Carl Ludwig Cauer († 1813), auf Papier, in Pastell, 50 × 66 cm.